# Malayotyphlops hypogius
Espèce
Synonymes
- Typhlops hypogius Savage, 1950

Statut de conservation UICN

 DD  : Données insuffisantes
Malayotyphlops hypogius est une espèce de serpents de la famille des Typhlopidae. 

## Répartition
Cette espèce est endémique de l'île de Cebu aux Philippines.

## Publication originale
- Savage, 1950 : Two new blind snakes (genus Typhlops) from the Philippine Islands. Proceedings of the California Zoological Club, vol. 1, p. 49-54.